# 巴拉沃普尔
巴拉沃普尔（Ballavpur），是印度西孟加拉邦Barddhaman县的一个城镇。总人口5391（2001年）。

## 人口
该地2001年总人口5391人，其中男性2836人，女性2555人；0—6岁人口553人，其中男286人，女267人；识字率65.24%，其中男性为75.07%，女性为54.32%。